# Dindefelo-Fälle
Die Dindefelo-Fälle (französisch Chutes de Dindefelo, andere Schreibweisen Dindifelo oder Dindefelou) liegen in der Region Kédougou im westafrikanischen Staat Senegal. Sie befinden sich ungefähr 38 Kilometer südwestlich von Kédougou.
Der Wasserfall ist ungefähr 100 Meter hoch und stürzt in einem Kerbtal am Nordrand des Dindéfelo-Hochlands in ein Becken, das auch zum Schwimmen benutzt wird.